# 努鲁丁·法拉赫
努鲁丁·法拉赫（1945年11月24日—）是一位索马里小说家。他一开始用索马里语创作短篇小说，后来到印度念大学时改用英语。他的第一部长篇《From a Crooked Rib》（1970）讲述一名逃婚的流浪女孩的故事。